# Brunei na Letnich Igrzyskach Olimpijskich 2024
Brunei na Letnich Igrzyskach Olimpijskich 2024 – reprezentacja Brunei na Letnich Igrzyskach Olimpijskich 2024, które zostaną rozegrane w dniach 26 lipca – 11 sierpnia 2024 roku w Paryżu. W jej skład weszło trzech zawodników – dwóch mężczyzn i jedna kobieta, którzy wystąpili w dwóch dyscyplinach. Był to ósmy występ tego kraju na letnich igrzyskach olimpijskich.

## Reprezentanci

### Lekkoatletyka
| Zawodnik                    | Konkurencja       | Runda 1  | Runda 1 | Runda 2  | Runda 2 | Półfinał | Półfinał | Finał    | Finał   | Pozycja | Źródło |
| Zawodnik                    | Konkurencja       | Rezultat | Pozycja | Rezultat | Pozycja | Rezultat | Pozycja  | Rezultat | Pozycja | Pozycja | Źródło |
| --------------------------- | ----------------- | -------- | ------- | -------- | ------- | -------- | -------- | -------- | ------- | ------- | ------ |
| Muhd Noor Firdaus Ar-Rasyid | bieg na 100 m (m) | 10.86    | 33.     | NQ       | NQ      | NQ       | NQ       | NQ       | NQ      | 33.     | [ 1 ]  |

### Pływanie
| Zawodnik    | Konkurencja               | Eliminacje | Eliminacje | Półfinał | Półfinał | Finał | Finał | Źródło |
| Zawodnik    | Konkurencja               | Czas       | Poz.       | Czas     | Poz.     | Czas  | Poz.  | Źródło |
| ----------- | ------------------------- | ---------- | ---------- | -------- | -------- | ----- | ----- | ------ |
| Zeke Chan   | 100 m st. grzbietowym (m) | 1:00.38    | 45.        | NQ       | NQ       | NQ    | 45.   | [ 2 ]  |
| Hayley Wong | 50 m st. dowolnym (k)     | 28.52      | 50.        | NQ       | NQ       | NQ    | 50.   | [ 3 ]  |